# Медина-де-Риосеко, Луис Энрикес де Кабрера
Луис Энрикес де Кабрера (исп. Luis Enríquez de Cabrera; 1531, Медина-де-Риосеко — 27 мая 1596, Вальядолид), 3-й герцог Медина-де-Риосеко — испанский придворный и государственный деятель, наследственный адмирал Кастилии.

## Биография
Сын Луиса Энрикеса, 2-го герцога де Медина-де-Риосеко, и Аны де Кабреры, 5-й графини де Модика.
6-й граф Мельгара, 6-й граф Руэды, граф Модики и Оссоны, барон Алькамо и Каталафини, сеньор Агилара де Кампоса, Боланьоса, Кастроверде, Мансильи, Паленсуэлы, Тамариса, Торрелобатона и Вильябрагима.
7-й адмирал Кастилии из своего линьяжа.
Сопровождал Филиппа II в поездке в Англию, где тот 25 июля 1554 женился на Марии Тюдор.
В 1574 году продал титулы и владения Модика, Осона, Алькамо и Каталафини маркизу де Айтоне.
В 1585 году был пожалован Филиппом II в рыцари ордена Золотого руна. Орденскую цепь получил из рук короля 18 марта 1585.
Умер в 1596. Погребен в большой капелле монастыря Святого Франциска, близ Медины-де-Риосеко.

## Семья
Жена (16.11.1558): Ана де Мендоса-и-Мендоса (1532—26.07.1595), дочь Диего Уртадо де Мендосы, графа де Солданья, и Марии де Мендоса, маркизы де Сенете
Дети:
- Ана Энрикес де Кабрера Мендоса (1560—1607). Муж: Луис Рамон Арагон Кордова (1558—1596), 5-й герцог де Сегорбе
- Луис Энрикес де Кабрера Мендоса (1563—1600), 4-й герцог де Медина-де-Риосеко. Жена: Виттория Колонна (ум. 1633)
- Диего Энрикес де Кабрера Мендоса (ум. 1600), рыцарь ордена Сантьяго
- Родриго Энрикес де Кабрера Мендоса, 1-й маркиз де Вальдункильо. Жена: Франсиска Осорио Вальдес, маркиза де Миралья
- Мария, монахиня
- Антония, монахиня
- Каталина, монахиня